# José Antonio Alonso Miranda
José Antonio Alonso Miranda (Verín, Orense; 1 de septiembre de 2019) fue un militar español, jefe de la BRILAT y uno de los comandantes de la XXXII Fuerza Española en Afganistán (ASPFOR)

## Misión en Afganistán
Alonso participó por primera vez en la Misión de Afganistán (ISAF) cuando era Coronel Jefe del Tercio D. Juan de Austria, Tercero de la Legión, al frente de ASPFOR.XIII, entre enero y junio de 2006, ejerciendo el Mando del PRT (Provincial Reconstruction Team) de Qala i Naw. 
Posteriormente, siendo General Jefe de la BRILAT, fue comisionado por parte del Ejército de Tierra, en febrero de 2013, para presidir la entrega de la Base Avanzada de Ludina (COP) por parte de España al Ejército afgano, entregándosela al Jefe de la Brigada 3/207 del ANA, general Dawood Sha Wafad.
Durante el acto, se arrió por última vez la Bandera de España, y que será entregada para su custodia al Museo del Ejército de Toledo. Esta ceremonia militar se produjo cuando las fuerzas españolas en la zona, ASPFOR XXXII estaban al mando del Coronel D. Fernando García González-Valerio, Jefe del Rgto Príncipe n.º 3, de la BRILAT. Los relevos de ASPFOR, que se integra en la Fuerza Internacional de Asistencia para la Seguridad (ISAF) de la ONU permanecen en la zona -Herat y Qala i Naw- durante seis meses, dedicándose a tareas de seguridad militar, ayuda en la cooperación y desarrollo y apoyo en la línea de gobernabilidad. En el año 2013, los miembros de la Brigada de Infantería Ligera Aerotransportable (BRILAT) Galicia VII que se desplegaron en Afganistán sumaron a sus tareas el "reto" logístico que supuso comenzar la retirada de la provincia de Badghis y concentrase en la Base de Herat..
La BRILAT comenzó, en noviembre de 2012, su sexta misión en Afganistán, en la que relevó al contingente formado principalmente por la Brigada Paracaidista, y donde permaneció durante un periodo de seis meses, 'estrenando' así las nuevas rotaciones de medio año.
Tras su ingreso en la reserva, en 2013, ejerció el cargo de responsable de seguridad de El Corte Inglés para Galicia y Asturias. Falleció el 1 de septiembre de 2019, a los 63 años de edad, celebrándose sus funerales en la iglesia parroquial de Mandín.